# Berlin (Massachusetts)
Berlin je město v okrese Worcester County ve státě Massachusetts ve Spojených státech amerických. V roce 2010 zde žilo 2 866 obyvatel. Město bylo založeno v roce 1665.